# Кларендонские конституции
Кларендонские конституции — законодательный акт, принятый в 1164 году королём Англии Генрихом II Плантагенетом во дворце Кларендон недалеко от Солсбери.
Кларендонские конституции, состоявшие в общей сложности из 16 статей, были призваны ограничить привилегии духовенства в Англии, уменьшить юрисдикцию церкви и снизить авторитет Папы Римского в Англии. Их основные положения были следующими:
- церковь облагалась налогом;
- духовные суды могли судить только духовных лиц;
- уголовные дела духовных лиц рассматривались светскими судами;
- запрещалось подавать апелляцию Папе в Рим без согласия короля.

Кларендонские постановления (Constitutions of Clarendon) обсуждались на совете феодальной знати в Кларендоне (январь, 1164 год), но были опротестованы главой английской церкви архиепископом Кентерберийским Томасом Бекетом. Вслед за его осуждением и бегством были официально приняты. Однако после убийства Бекета (1170 год) Генрих II под угрозой папского отлучения вынужден был в 1172 году отказаться от их применения.
Принятие Кларендонских конституций стало причиной начала конфликта между Генрихом II и английским духовенством во главе с епископом Кентерберийским Томасом Бекетом, который в итоге был убит.